# El Castell de Ciutat
El Castell de Ciutat se levanta sobre una colina del alto valle del Segre. Localizado en el término municipal de Seo de Urgel en Cataluña (España) se sitúa junto al núcleo urbano de Castellciutat que fue municipio independiente hasta los años 70.

## Historia

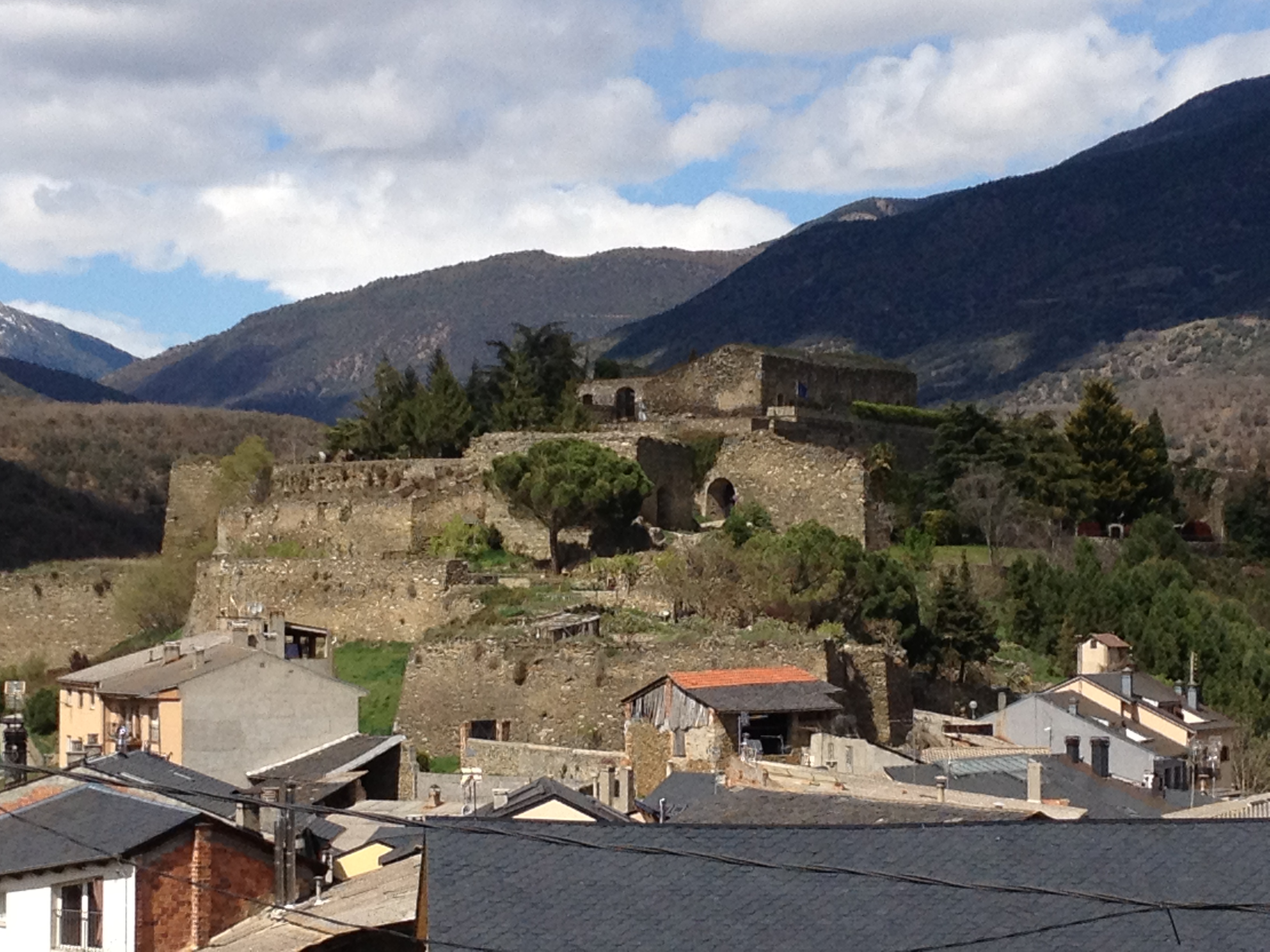
Castillo de Castellciutat desde la Ciutadella.

En este lugar se estableció un poblado, un oppidum durante la Edad del Bronce. Los romanos colonizaron la montaña durante el siglo d. C. A partir del siglo IX se convirtió en la residencia oficial de los condes de Urgel. En 1135 se inicia una nueva etapa: el conde Ermengol IV de Urgel cedió Castellciutat al vizconde Pedro I de Castellbó.
Con la invasión francesa de 1691, la debilidad de la defensa de la plaza de Seo de Urgel hizo que el general Baró de Preu, en colaboración con el ingeniero italiano Ambrosio Borsano, iniciara la construcción de la fortificación abaluartada que vemos hoy.
La guerra de Sucesión Española, la invasión francesa de 1719 y la guerra del Rosellón de 1793 tuvieron episodios destacados en el Castell de Ciutat. El castillo fue ocupado sin interrupción hasta los primeros años del siglo XX. Abandonado durante años, en 1970 fue adquirido por la familia Tàpies con la intención de restaurar su parte histórica y convertirlo en un complejo turístico.
Con la llegada del siglo XXI, el Castell de Ciutat es un importante conjunto histórico-turístico formado por el antiguo castillo, la fortaleza abaluartada y un hotel de 4 estrellas situado al pie de la colina asociado a Relais & Châteaux.
- Datos: Q4891135
- Multimedia: Castell de Ciutat / Q4891135